# Hedwig Egger-von Moos
Hedwig Egger-von Moos (Sachseln, 20 november 1880 - Luzern, 19 januari 1965) was een Zwitserse hotelierster, schrijfster en dichteres.

## Biografie
Hedwig Egger-von Moos was een dochter van Paul von Moos. Na haar schooltijd in Menzingen studeerde ze vreemde talen en ging ze aan de slag bij een bank. In 1907 huwde ze Othmar Egger, een hotelier uit Kerns. Samen met haar echtgenoot zou ze in Frutt (Kerns) een hotel uitbaten. Daarnaast was ze ook actief als dichteres en schrijfster. Zo schreef ze onder meer gedichten in het lokale dialect van het kanton Obwalden, zoals Ds Härz voll Sunnä uit 1940, Machids der Sunne nah uit 1955 en 'S will Abig wärde uit 1961. In de jaren 1950 werd ze ook bekend vanwege haar hoorspelen die op de radio te beluisteren waren.

## Onderscheidingen
- Radioprijs van het Radiogenossenschaft Bern (1955)
- Literatuurprijs van het kanton Obwalden

## Werken
- (de)  Ds Härz voll Sunnä, 1940.
- (de)  Machids der Sunne nah, 1955.
- (de)  'S will Abig wärde, 1961.